# Bonaventura Teuli
Bonaventura Teuli, o Theuli (Velletri, 14 marzo 1596 – Velletri, 12 novembre 1670), è stato un arcivescovo cattolico italiano.

## Biografia
Nato a Velletri nel territorio della parrocchia di San Clemente, fu battezzato due giorni dopo con il nome di Giovanni Battista.
A 16 anni, il 22 marzo 1612 entrò nell'Ordine dei frati minori conventuali, vestendo l'abito religioso a Viterbo e assumendo il nome di Bonaventura. Studiò filosofia a Urbino e teologia a Bologna e il 19 settembre 1620, già sacerdote, ottenne la facoltà di predicare e confessare.
Predicatore e reggente degli studi di Perugia (1626) e Ferrara (1627), al Capitolo generale del 1635 venne eletto segretario generale dell'Ordine.
Il 28 aprile 1638 divenne Ministro provinciale della Provincia romana e il 21 giugno successivo Commissario generale della stessa Provincia.
Socio e assistente generale dell'Ordine (1650), il 28 maggio 1643 fu nominato Regens Collegii S. Bonaventurae nel convento dei Santi XII Apostoli in Roma.
Il 3 agosto 1655 fu eletto Arcivescovo titolare di Mira e Vicario apostolico di Istanbul. Consacrato nella Basilica romana dei Santi XII Apostoli il successivo 19 agosto, il 31 dello stesso mese intraprese il viaggio per Costantinopoli.
Nel 1663, malato e affaticato, fece ritorno in Italia ritirandosi nel Convento francescano di Velletri, in cui morì all'età di 74 anni.

## Genealogia episcopale
La genealogia episcopale è:
- Cardinale Guillaume d'Estouteville, O.S.B.Clun.
- Papa Sisto IV
- Papa Giulio II
- Cardinale Raffaele Riario
- Papa Leone X
- Papa Paolo III
- Cardinale Francesco Pisani
- Cardinale Alfonso Gesualdo
- Papa Clemente VIII
- Cardinale Pietro Aldobrandini
- Cardinale Laudivio Zacchia
- Cardinale Antonio Barberini, O.F.M.Cap.
- Cardinale Girolamo Colonna
- Cardinale Niccolò Albergati-Ludovisi
- Arcivescovo Bonaventura Teuli, O.F.M.Conv.

## Opere pubblicate
- Theatro historico di Velletri, pubblicato nel 1644;
- Aparato minoritico della Provincia Romana, dato alle stampe nel 1648;
- Scotus Moralis, iniziato nel 1630 e stampato nel 1652;
- Triumphus Seraphicus Collegii S. Bonaventurae, stampato nel 1655;
- Scotus scripturalis, del 1655;
- Decachordum Scoticum in difesa dell'Immacolata Concezione, composto nel 1663;
- Diaphora Graecorum, frutto dei suoi studi ed esperienza missionari, pubblicato nel 1666.